# Делегатская улица (Москва)
Делега́тская улица (до 1940 — Божедомский переулок) — улица в центре Москвы в Тверском и Мещанском районах Центрального административного округа между Садовой-Каретной улицей и улицей Дурова. На улице расположены Всероссийский музей декоративно-прикладного и народного искусства и Московский государственный медико-стоматологический университет.

## История
Названа в 1940 году по расположению вблизи 3-го Дома Советов, где в 1920—1930-е годы останавливались делегаты съездов Советов. Изначально именовалась Мешеховцевым переулком — по фамилии домовладелицы, затем Божедомским переулком — по улице Божедомка (сейчас улица Дурова).

## Расположение
Делегатская улица начинается у Садового кольца от Садовой-Каретной улицы рядом с Краснопролетарской улицей и проходит на северо-восток. Направо на улицу выходят 1-й и 2-й Волконские переулки, соединяющие её с Самотёчной улицей, затем слева на неё последовательно выходят 1-й, 2-й и 3-й Самотёчный переулки, причём последний из них выходит на перекрёсток Делегатской и Самотёчной. За Самотёчной улицей Делегатская пересекает сквер и заканчивается на улице Дурова, переходя в Самарский переулок, поэтому все здания находятся до Самотёчной, в Тверском районе.

## Примечательные здания и сооружения
По нечётной стороне

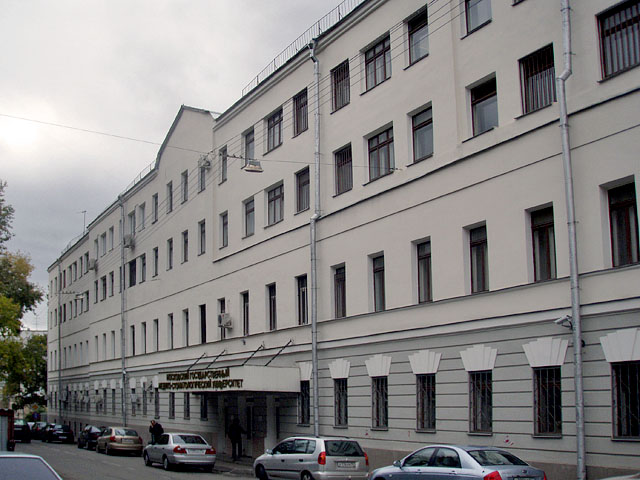
Делегатская улица, 20/1. Здание МГМСУ

- № 3 — Всероссийский музей декоративно-прикладного и народного искусства; до 2016 года в центральной части здания располагался музей «Обретая свободу» — филиал ГЦМСИР; В рамках гражданской инициативы «Последний адрес» на доме установлен мемориальный знак с именем историка, декана исторического факультета МГУ, профессора Григория Самойловича Фридлянда[2], расстрелянного в годы сталинских репрессий;
- № 5 — почтовое отделение № 473-К-127473
- № 5 строение 1 — центральное управление ФГУП «Охрана Росгвардии» (ранее ФГУП «Связь безопасность»)
- № 7 строение 1 — центральный аппарат Общероссийской общественной организации «Деловая Россия»;
- № 9 — супермаркет «Седьмой континент»;
- № 9А — Национальный медико-хирургический центр имени Пирогова Н. И., Детский консультативно-диагностический центр ФГУ;

По чётной стороне
- № 16 — жилой дом. Здесь жил лётчик-космонавт Б. Б. Егоров[3]
- № 20/1 — Российский университет медицины; Всероссийское научное общество анатомов, гистологов и эмбриологов.